# Beobachtung der Partei Die Linke durch den Verfassungsschutz

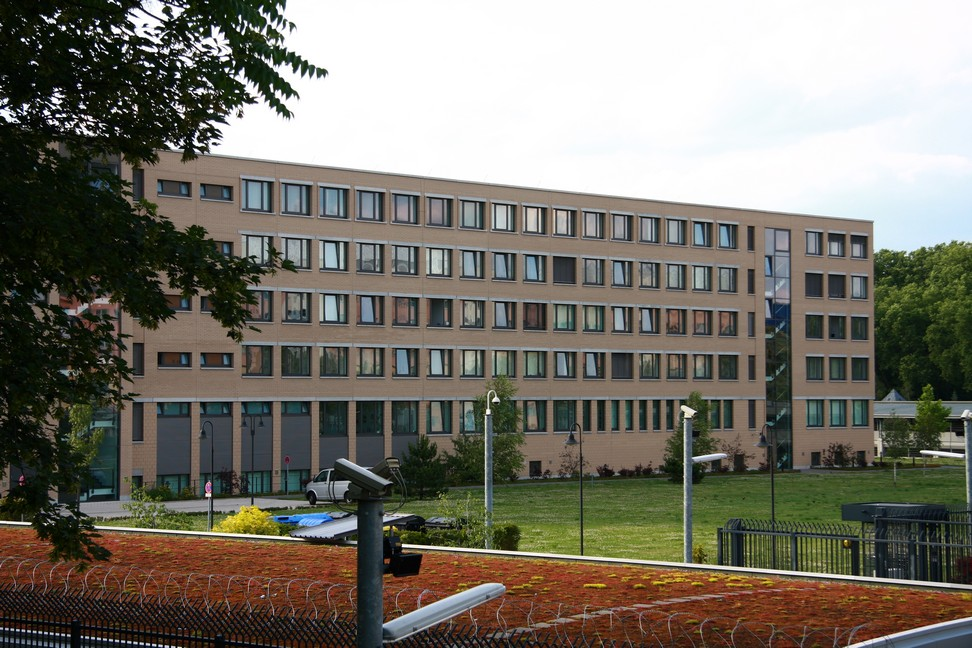
Gebäude des Bundesamtes für Verfassungsschutz auf dem Kasernengelände Am Treptower Park in Berlin

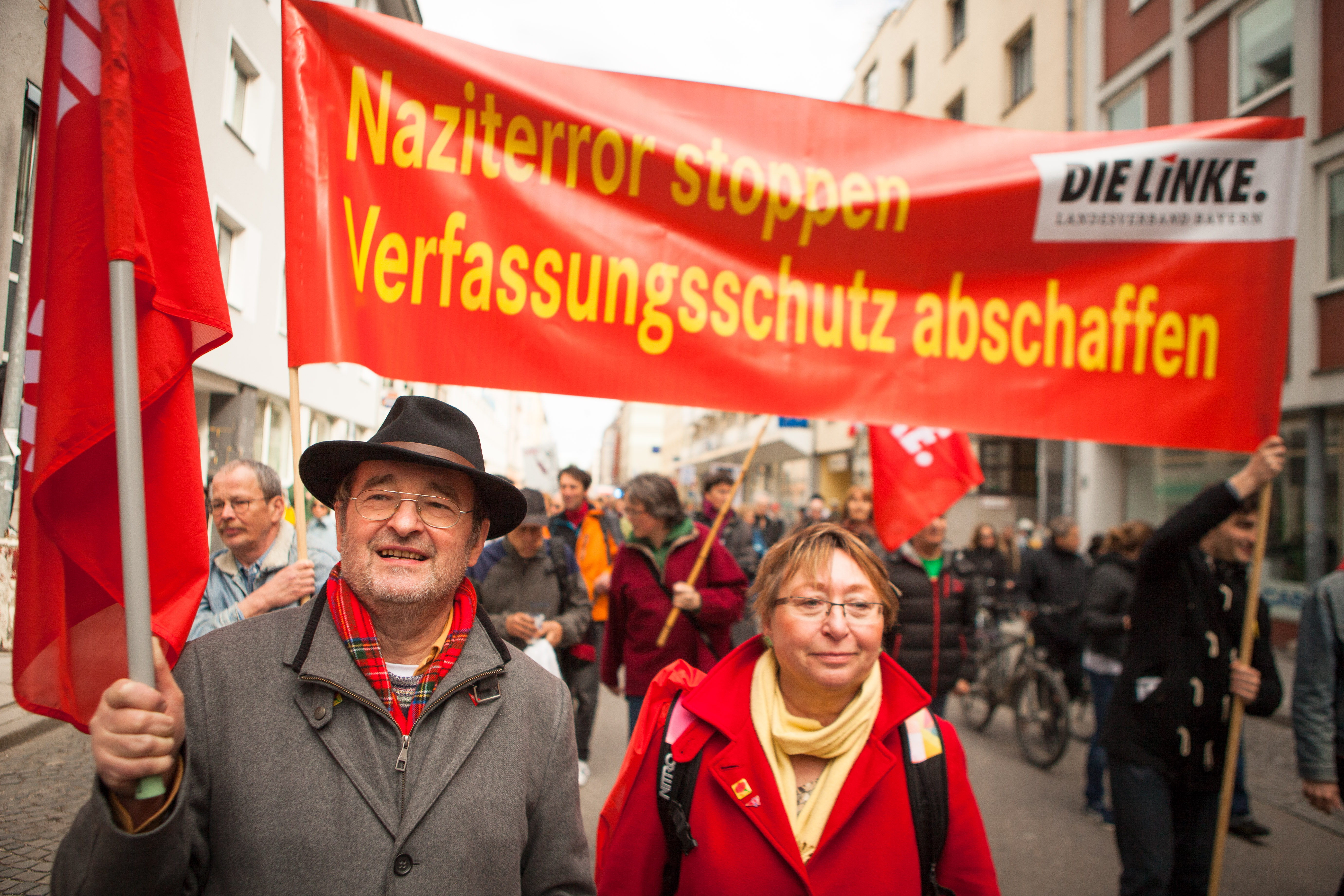
Die Linke fordert die Abschaffung des Verfassungsschutzes,
2013 auf einer Demonstration zum NSU-Prozess in München

Die Partei Die Linke stand seit ihrer Gründung im Jahr 2007 unter Beobachtung durch das Bundesamt für Verfassungsschutz sowie einiger Landesbehörden für Verfassungsschutz. Nachdem das Bundesverfassungsgericht am 17. September 2013 entschied, dass die Überwachung von Bodo Ramelow verfassungswidrig war, gab das Bundesministerium des Innern im März 2014 bekannt, dass Bundestagsabgeordnete der Partei künftig nicht mehr vom Verfassungsschutz beobachtet werden.

## Beobachtung der Partei

### Im Bund
Im Verfassungsschutzbericht für das Jahr 2006 sah das Bundesamt für Verfassungsschutz Anhaltspunkte für verfassungsfeindliche Bestrebungen der damaligen Linkspartei.PDS und führte in direktem Anschluss daran aus: „Es bleibt abzuwarten, wie sich die ‚Linkspartei.PDS‘ insbesondere nach der angestrebten Fusion mit der nicht extremistischen WASG entwickeln wird.“ Da eine Beobachtung fortlaufend am Verhältnismäßigkeitsgrundsatz zu messen ist, wurde die inzwischen erfolgte Fusion von Linkspartei und WASG zum Anlass genommen, die bisherige Beobachtungspraxis zu überprüfen.
Eine Fortsetzung der Beobachtung wurde im Mai 2008 durch Bundesinnenminister Wolfgang Schäuble angeordnet. Das Bundesamt für Verfassungsschutz kam 2009 zu der Überzeugung, dass „die Partei einerseits in ihrem Auftreten in der Öffentlichkeit darauf [setzt], als reformorientierte, neue linke Kraft wahrgenommen zu werden. Andererseits liegen weiterhin zahlreiche Indikatoren für linksextremistische Bestrebungen innerhalb der Partei vor.“ Das Bundesamt machte Anzeichen für linksextremistische Bestrebungen aus, „insbesondere die uneinheitliche Haltung gegenüber der linksextremistischen Gewalt und die vollumfängliche Akzeptanz von offen extremistischen Zusammenschlüssen in ihren Reihen“, die von der Partei finanziell unterstützt würden. Das Bundesinnenministerium zählt insbesondere die Arbeitsgemeinschaft Cuba Sí, die Kommunistische Plattform, das Marxistische Forum, die Sozialistische Linke und den Geraer Dialog zu den „offen extremistischen Zusammenschlüssen der Partei“. Die Auffassungen von Schäuble in dieser Hinsicht wurden auch von seinem Nachfolger, Hans-Peter Friedrich (CSU) vertreten.

### In den Ländern
Die Innenminister der Bundesländer Hessen, Niedersachsen, Baden-Württemberg und Bayern lassen Die Linke zumindest teilweise durch den Verfassungsschutz beobachten. Das Innenministerium des Saarlandes teilte im Januar 2008 als erstes für den Verfassungsschutz zuständiges Ministerium in Westdeutschland mit, seine Beobachtung einzustellen. Der saarländische Verfassungsschutzpräsident Helmut Albert begründete dies damit, dass es keine Anhaltspunkte mehr für ein verfassungswidriges Wirken der Linken gebe. Aus Sicht seiner Behörde handele es sich um eine Partei „linkssozialdemokratischen Zuschnitts“.
Der baden-württembergische Innenminister Heribert Rech (CDU) wollte weiterhin an einer Beobachtung festhalten: „Ich bezweifle, ob Die Linke überhaupt auf dem Boden unserer freiheitlich demokratischen Grundordnung steht.“ Was auf dem Vereinigungsparteitag von WASG und Linkspartei gesagt wurde, sei aus seiner Sicht „erschreckend“. Sein Amtsnachfolger Reinhold Gall (SPD) erklärte im Februar 2013 als Antwort auf eine Kleine Anfrage der Opposition, dass das Landesamt für Verfassungsschutz von nun an nur noch „extremistische Zusammenschlüsse, Strömungen und Teilstrukturen innerhalb des Landesverbands der Partei ‚DIE LINKE.‘“ beobachte.
Der niedersächsische Innenminister Uwe Schünemann (CDU) ordnete im Juli 2008 in seinem Land eine verstärkte Beobachtung der Partei an, da sie „gemeinsame Sache mit gewaltbereiten Autonomen und Kommunisten“ mache. Nach dem Regierungswechsel in Niedersachsen (2013) erklärten SPD und Grüne in ihrer Koalitionsvereinbarung unter dem Punkt „Neustart des Verfassungsschutzes“: „Die rot-grüne Koalition wird […] die parteitaktisch motivierte Beobachtung der Gesamtpartei ‚Die Linke‘ […] beenden […].“
Die Landesbehörden für Verfassungsschutz sind sich jedoch momentan noch uneinig, ob Die Linke beobachtet werden soll. In den ostdeutschen Ländern sehen die Landesämter von einer generellen Beobachtung der Linken ab, da für sie keine Anzeichen eines verfassungsfeindlichen Verhaltens der Gesamtpartei vorliegen. Lediglich die Kommunistische Plattform wird auch in drei Ländern Ostdeutschlands beobachtet.
Einige Landesbehörden in den alten Ländern wollen eine gemeinsame Entscheidung aller Landesämter und des Bundesamtes für Verfassungsschutz abwarten.

## Beobachtung einzelner Mitglieder

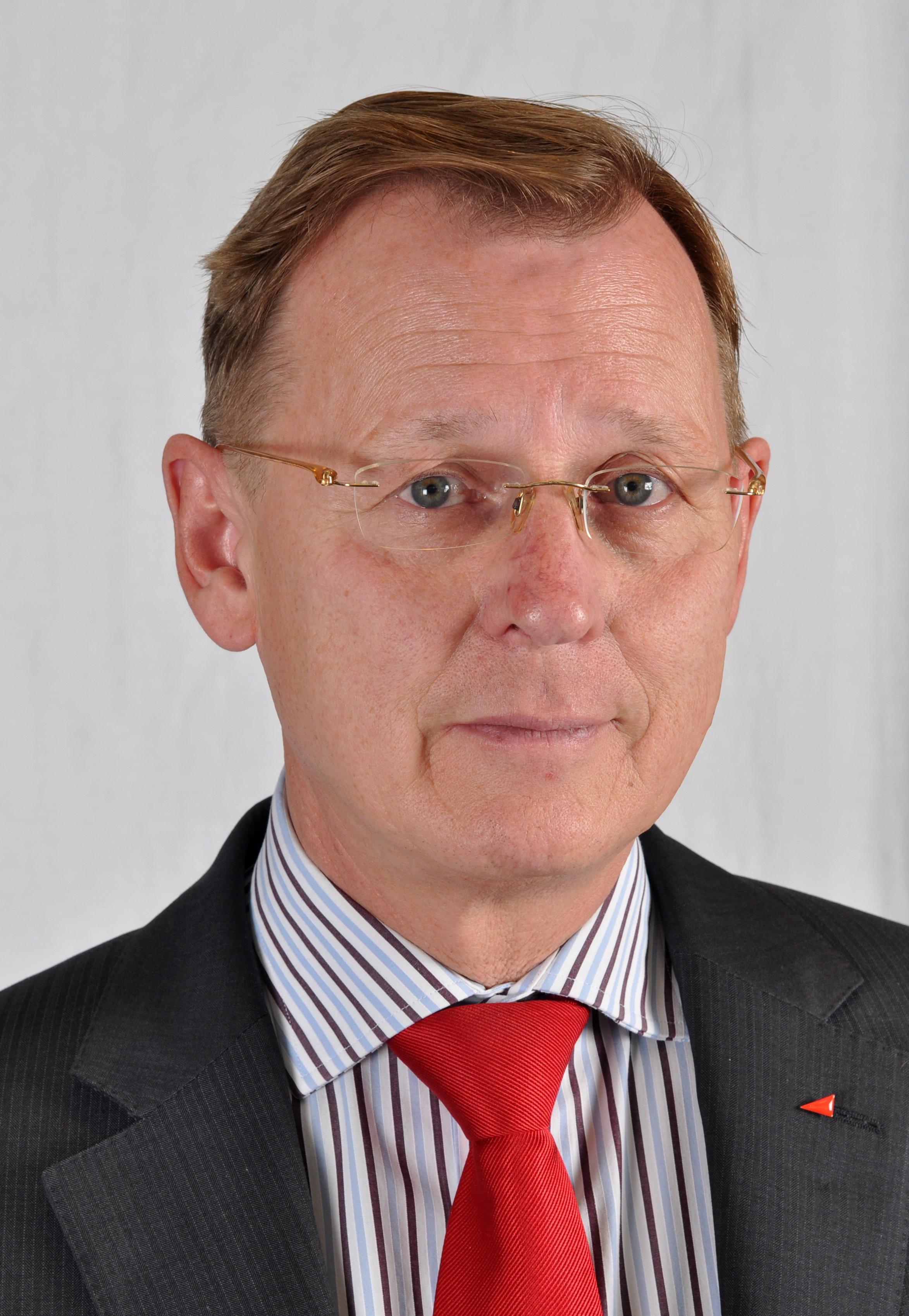
Bodo Ramelow (2011), Ministerpräsident von Thüringen (2014–2024), amtierender Vizepräsident des Bundestages

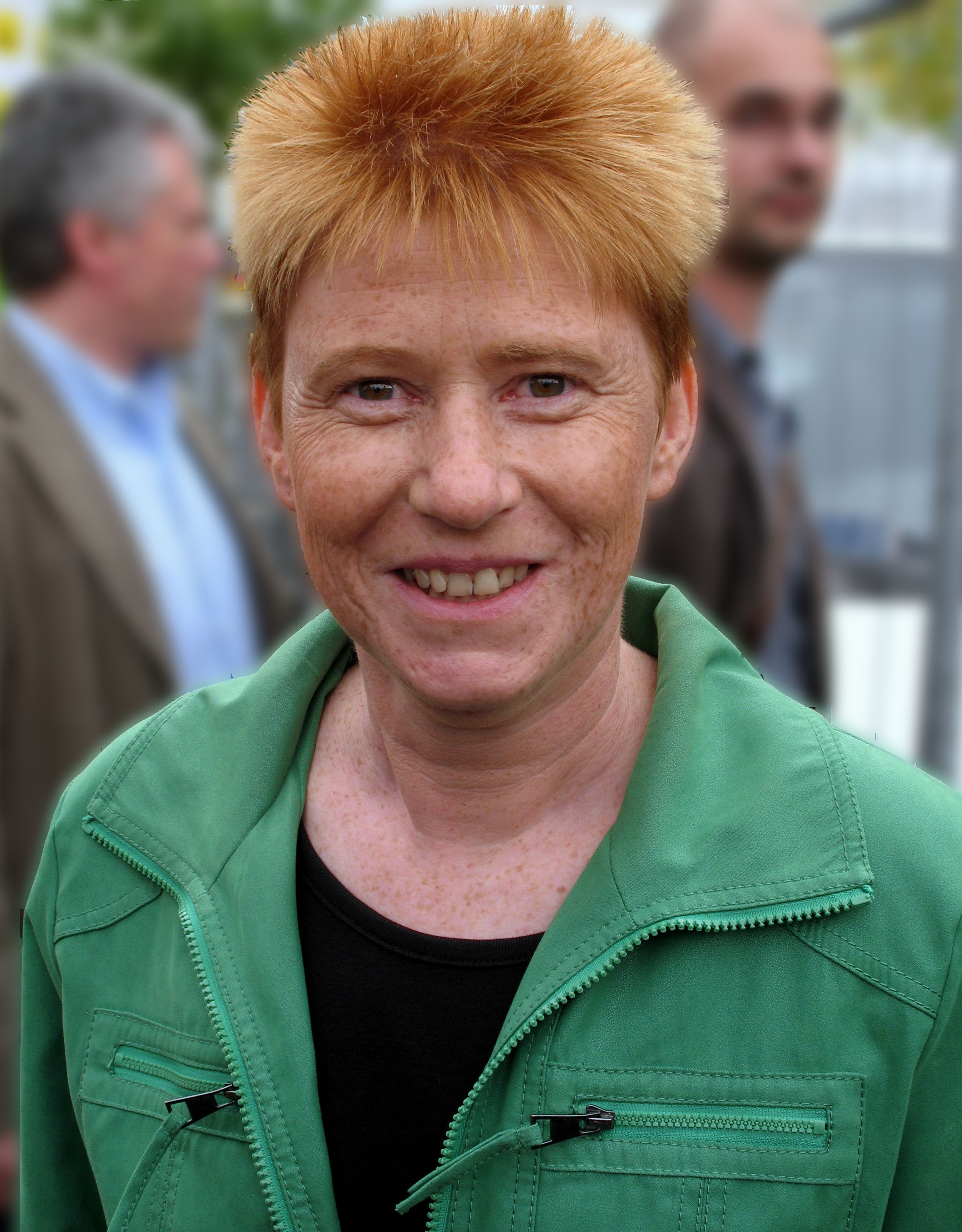
Petra Pau (2009), ehemalige Vizepräsidentin des Bundestags

Außerdem wurden 2007 einzelne Mitglieder der Partei gesondert durch den Verfassungsschutz beobachtet. Darüber hinaus werden vom Bundesamt für Verfassungsschutz „Sachakten“ über alle Mitglieder der Bundestagsfraktion geführt mit Informationen aus öffentlich zugänglichen Quellen. Die Akte enthält unter anderem biografische Daten der Abgeordneten, deren Funktionen innerhalb der Partei, „Mitgliedschaften in extremistischen Zusammenschlüssen der Partei“ sowie „Kontakte zu extremistischen Gruppierungen“.
Nach der Parteigründung kündigte der Fraktionsvize der Bundestagsfraktion, Bodo Ramelow, deshalb eine Organklage vor dem Bundesverfassungsgericht an, welche am 20. Juni 2007 eingereicht wurde. Am 17. Januar 2008 stellte das Verwaltungsgericht Köln in einem anderen Verfahren die Rechtswidrigkeit der persönlichen Beobachtung des Abgeordneten Ramelow fest. Im betreffenden Urteil betonte das Gericht jedoch, dass es sich dabei nicht um ein Grundsatzurteil darüber handele, ob der Verfassungsschutz Informationen über Landtags- oder Bundestagsabgeordnete im Allgemeinen, sowie die Mitglieder der betreffenden Fraktionen der Linken im Besonderen, sammeln dürfe.
Das Bundesverwaltungsgericht in Leipzig erklärte hingegen am 21. Juli 2010 die Beobachtung Ramelows durch allgemein zugängliche Quellen für verhältnismäßig und angemessen. Als Begründung wurde seine Tätigkeit als führender Funktionär der Partei Die Linke genannt, bei der auch die Vorinstanz Anhaltspunkte für verfassungsfeindliche Bestrebungen sah. Die Gefahren bei der Beobachtung von Parlamentsmitgliedern seien gemindert durch die lediglich offene Beobachtung und gerechtfertigt durch das besondere Gewicht des Schutzes der freiheitlichen demokratischen Grundordnung. Ramelow und die Linksfraktion im Deutschen Bundestag legten Verfassungsbeschwerde gegen das Urteil ein und kündigten an, im Falle des Unterliegens die europäischen Gerichte anzurufen.
Das Bundesverfassungsgericht entschied am 17. September 2013, dass die Beobachtung von Ramelow verfassungswidrig gewesen ist. Die Überwachung durch den Verfassungsschutz verletze ihn in seinen Abgeordnetenrechten aus Artikel 38 des Grundgesetzes und sei unverhältnismäßig. Es hob das anderslautende Urteil des Bundesverwaltungsgerichts auf und verwies die Sache an dieses zurück.
Anfang 2012 wurde durch einen Bericht des Nachrichtenmagazins Der Spiegel bekannt, dass 27 Bundestagsabgeordnete der Linksfraktion und damit mehr als ein Drittel der Abgeordneten der Linksfraktion gesondert durch den Verfassungsschutz beobachtet wurden. Unter den Beobachteten befand sich fast die gesamte Führung der Bundestagsfraktion: Der Fraktionsvorsitzende Gregor Gysi und dessen erste Stellvertreterin Wagenknecht, die Mitglieder des Fraktionsvorstands Bartsch und Korte, die parlamentarische Geschäftsführerin Enkelmann, die Bundesvorsitzende Lötzsch und deren Stellvertreterin Wawzyniak, dazu die Bundestagsvizepräsidentin Pau. Das Ausmaß der Beobachtung ist umstritten und wurde von Politikern von SPD, FDP und Grünen kritisiert. Auch im Jahr 2013 standen nach Spiegel-Informationen 25 der 57 Bundestagsabgeordneten der Linken unter Beobachtung des Verfassungsschutzes.
Im November 2017 stand das neugewählte Mitglied des 19. Bundestages Gökay Akbulut unter Berufung auf „Berliner Sicherheitskreise“ seit mehreren Jahren wegen mutmaßlicher Kontakte zu kurdischen Vereinen, die der Kurdischen Arbeiterpartei PKK nahe stehen, unter Beobachtung des Verfassungsschutzes.

## Einstellung der Beobachtung von Bundestagsabgeordneten
Im März 2014 teilte der Bundesminister des Innern Thomas de Maizière dem Fraktionsvorsitzenden Gregor Gysi mit, dass Bundestagsabgeordnete der Linkspartei nicht mehr vom Verfassungsschutz beobachtet werden, und dass Bundestagsabgeordnete „künftig generell von der Beobachtung durch den Inlandsgeheimdienst ausgenommen“ seien.
Nach dem Stopp der Beobachtung stellte das Verwaltungsgericht Köln in einem Anerkenntnisurteil vom September 2014 auf dessen Klage hin fest, dass die Personalakte [Gysi] zu vernichten sei.
Im November 2015 wurde die Beobachtung der bayerischen Bundestagsmitglieder der Partei Die Linke durch das Landesamt für Verfassungsschutz in Bayern eingestellt. Der bayerische Landesverband und seine Mitglieder wurden bis 2016 durch das Landesamt für Verfassungsschutz in Bayern hingegen als „linksextremistisch“ eingestuft. So wurde bis 2016 unter anderem bei der Bewerbung für den öffentlichen Dienst oder im Rahmen eines externen Vortrages an einer bayerischen Schule, explizit nach der Mitgliedschaft in der Partei gefragt. Der zuständige Staatsminister, Joachim Herrmann, äußerte sich 2013, nach dem Ende der Beobachtung von Bundestagsmitgliedern der Partei Die Linke durch das Bundesamt für Verfassungsschutz, dazu:

„Ich sehe keinen Anlass zur Änderung unserer bayerischen Praxis. […]. Ich halte die Beobachtung der Partei Die Linke durch den Verfassungsschutz für richtig und notwendig. Teile der Linkspartei sind klar verfassungsfeindlich und prägen die Partei in ihrer gesamten Ausrichtung.“

Seit 2017 wird eine Mitgliedschaft bei Die Linke in Bayern nicht mehr abgefragt.